# Balsa (logiciel)
Pour les articles homonymes, voir Balsa (homonymie).
 (août 2015).
Balsa est un client de messagerie libre utilisant la bibliothèque graphique GTK. Il est intégré à l'environnement de bureau GNOME.

## Caractéristiques
- Support pour de plusieurs formats de boîtes aux lettres locales (mbox, maildir, mh) ;
- Possibilité de grouper des boîtes aux lettres ;
- Support de carnets d'adresses multiples (vCard, LDAP) ;
- Support des protocoles d'accès POP3 et IMAP ;
- Vérification de l'orthographe ;
- Recherche des courriers multi-critères (optionnel) ;
- Affichage de l'HTML avec la librairie libgtkhtml ;
- Support MIME (voir les images en ligne, enregistrer les fichiers joints) ;
- Utilisation de SMTP et/ou un MTA local, Sendmail par exemple, pour l'expédition des courriers ;
- Carnet d'adresses intégré à GnomeCard ;
- Interface hautement personnalisable ;
- Jeux de caractères multiples pour lire et composer les messages ;
- Possibilité de joindre des documents aux messages envoyés ;
- Signature et chiffrement GPG/OpenPGP.